# Popândău mic
Popândăul mic (Spermophilus pygmaeus) este o specie de rozătoare din familia Sciuridae. Se găsește din Europa de Est până în Asia Centrală.
Subspeciile sale cuprind Spermophilus pygmaeus pygmaeus, Spermophilus pygmaeus brauneri, Spermophilus pygmaeus herbicolus și Spermophilus pygmaeus mugosaricus. Spermophilus musicus⁠(en)[traduceți] este acum considerată specie separată.

## Morfologie
Popândăul mic are un corp robust și jos, picioare scurte și o coadă cu multă blană. Are un spate cenușiu-maroniu cu picățele gălbenii sau de culoarea ocrului. Capul este semnificativ mai închis la culoare cu tonuri de ocru mai intens, iar coada este de culoare deschisă, ocru-cenușie, cu un vârf palid. Lungimea corporală este de până la 230 de milimetri, iar coada măsoară până la 40 de milimetri.

## Răspândire
Popândăul mic populează stepe și semideșerturi din Europa de Est și Asia Centrală, arealul său întinzându-se din Ucraina și Rusia europeană către est până la Marea Aral (Kazakhstan) și Daghestan (Rusia). Se găsește la altitudini de până la 500 de metri. Arealul speciei s-a redus pe parcursul ultimilor 20 de ani, probabil drept consecință a schimbării climatice din regiune care a constat în mai multă vreme umedă și ani cu umiditate ridicată. O scădere în pășunatul vitelor și în agricultura cu terenuri arabile poate să fi jucat de asemenea un rol.

## Biologie
Această specie este diurnă și preferă pajiștile, solurile necultivate, marginile câmpurilor și acostamentele, evitând zonele cu vegetație deasă și înaltă. Trăiește în colonii ce constă în cea mai mare parte din teritorii de femele adulte, ce nu se suprapun, pe când teritoriile masculilor includ mai multe teritorii de femele. Construiește galerii permanente pentru hibernare și reproducere și galerii temporare pentru adăpost. Înainte de hibernare, toate ieșirile din galerie sunt astupate cu sol. În martie sau aprilie se deschid intrările, se curăță galeriile și începe o nouă perioadă de construire. La sfârșitul lunii iunie sau în iulie are loc estivația, iar uneori, mai ales în anii cu secetă, această specie trece de la hibernare direct la estivație. Pe parcursul anului popândăul mic poate fi activ numai timp de 80 până la 100 de zile. Drept consecință a activității de săpare desfășurate pe parcursul a mai multor ani se formează o movilă la suprafața solului cu un diametru de până la opt metri și o înălțime de până la 0,6 metri. Această movilă este cunoscută în rusă drept suslikovina, iar din vârful acesteia animalele veghează împrejurimile. Atunci când sunt amenințate, acestea emit un sunet ascuțit ce aduce cu o cântare și se retrag la adăpostul galeriei.
Alimentația constă din vegetație verde, rădăcini și semințe. În anii săraci în hrană, popândăul mic poate să migreze pentru a căuta provizii mai bune în altă parte. Reproducerea are loc o singură dată pe an, iar numărul de femele care participă la reproducere variază în funcție de condițiile meteorologice ale primăverii și condiția fiziologică a femelelor ce rezultă din cât de adecvate au fost proviziile de hrană pe parcursul anului precedent. Numărul de pui al rândului de pui pentru o singură naștere variază între trei și zece. Dinamica populației este determinată de mulți factori, printre care schimbările climatice care au loc în zonă, măsura în care este suficient nutrețul și rata morților naturale, care poate fi ridicată, mai ales în rândul animalelor tinere în timpul hibernării.